# Vallée de Valsaín
La vallée de Valsaín est une vallée du versant nord de la sierra de Guadarrama (faisant partie du Système central). Elle se situe dans la zone sud-est de la province de Ségovie (Castille-et-León, Espagne), plus précisément sur le  territoire de la commune de Real Sitio de San Ildefonso, limitrophe de la communauté de Madrid. La vallée est recouverte d'une forêt de pins sylvestres, la plus étendue de la sierra et une des mieux conservées en Espagne.

## Géographie

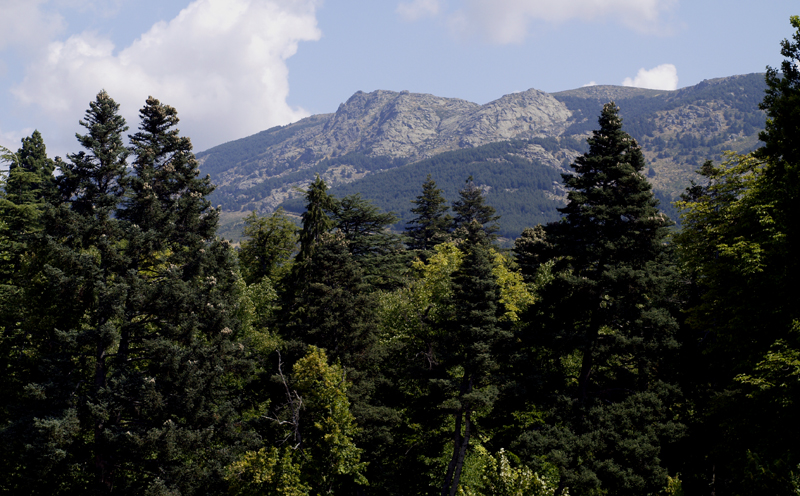
Forêt mixte avec quelques sapins introduits dans la vallée de Valsaín.

La vallée de Valsaín est orientée du sud vers le nord, avec une largeur moyenne de 6 km et une longueur d'environ 9 km, ce qui en fait une des vallées les plus étendues de la sierra de Guadarrama, avec la vallée du Lozoya. Elle est couverte presque entièrement par une forêt de pins sylvestres, la plus étendue de la sierra de Guadarrama. En dessous de 1 200 mètres d'altitude, le chêne pédonculé et le châtaignier se rencontrent également pour former une forêt mixte. Au-dessus de 2 000 mètres, la pinède cède la place aux prairies alpines et zones rocheuses.
La zone basse de la vallée est comprise entre 1 100 et 1 500 mètres d'altitude. Au fond de la vallée coule la rivière Eresma dans le tronçon le plus amont de son cours. De nombreuses marmites et piscines naturelles parsèment le cours de la rivière. Près de ces piscines sont souvent aménagées des zones recréatives avec tables et stationnements, par exemple aux lieux-dits Los Asientos et Boca del Asno. La route de communauté autonome CL-601 donne accès à ces zones depuis Ségovie et Collado Villalba.
À l'extrémité nord de la vallée, qui est la zone la plus basse, se trouve le village de Valsaín, faisant partie de la commune de Real Sitio de San Ildefonso, lequel donne son nom à la vallée. Sur le bord oriental de la vallée se trouve la montagne de Peñalara (2 430 m) et le port de Cotos. Au sud, la vallée se termine au port de Navacerrada, lui-même au pied des sommets de Bola del Mundo (2 262 m) et de Siete Picos (2 138 m). Le bord occidental de la vallée est fermé par la montagne de la Mujer Muerta.

## La pinède

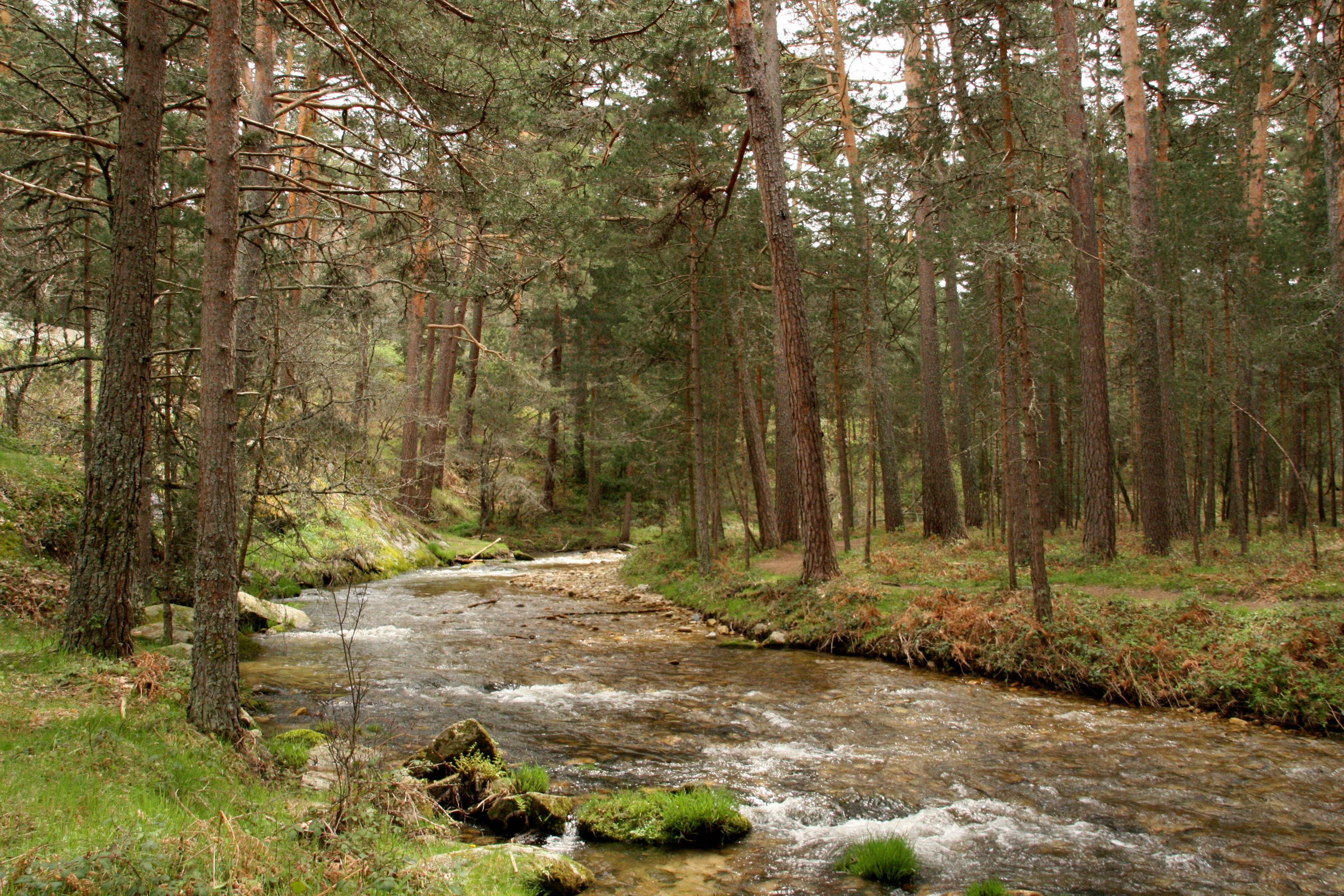
Rivière Eresma traversant la pinède.

La pinède de Valsaín est une des forêts matures de pin silvestre parmi les mieux préservées d'Espagne. Cet excellent état de conservation est dû à son appartenance à la Comunidad de ciudad y tierra de Segovia jusqu'à sa spoliation par le roi Charles III pour la création d'une réserve de chasse de la monarchie espagnole, puis par la l'exploitation durable qui en a été faite par l'industrie forestière.

### Histoire
Durant la Reconquista la municipalité de Ségovie repeuple ces terres en attribuant à la pinède le statut de forêt communale pour l'exploitation de bois par les nouveaux habitants de la ville.
Charles III (1716 – 1788) s'approprie une grande partie de la sierra qui comprend les montagnes de Valsaín, de Riofrío et le bois du Pirón, pour le développement de ses pratiques de chasse aux cervidés, ce qui génère une grand mécontentement dans la population,.
La coupe dans la forêt de Valsaín suit depuis une dynamique durable jusqu'à nos jours. Cette façon d'exploiter le bois est mise en place par Agustín Pascual González (1818-1884), inspecteur des Forêts royales et pionnier de l'ingénierie de montagne en Espagne et de la gestion rationnelle des ressources naturelles.
L'exploitation forestière est liée à la scierie du Real Aserrío de Valsaín, qui voit le jour sous le patronage de la Maison royale en 1884. L'âge de coupe habituel du pin silvestre est de 120 ans. La forme traditionnelle d'exploitation de ce bois est de réaliser des clairières dans la pinède. Dans les clairières créées par la coupe l'ensoleillement augmente ce qui facilite la pousse de nouveaux pins et, de cette manière, une nouvelle génération de pins se constitue. Avec le temps la masse d'arbres adultes est remplacé par des nouveaux pins plus jeunes, ce qui au final régénère complètement la pinède. Au début la masse de pins jeunes est très dense mais va en s'éclaircissant par évolution naturelle et par l'intervention humaine,  jusqu'à obtenir la densité convenable pour un développement optimal  des arbres.
Tout le bois produit surpasse les standards de qualité. Il est  commercialisé avec la sceau exclusif de « Maderas de Valsaín » (« bois de Valsaín »).
Par deux fois, pendant la Seconde République et à l'avènement de l'actuelle démocratie, les députés élus de Ségovie présentent des motions à le chambre des députés afin que la pinède, alors patrimoine national, soit à nouveau gérée par la ville de Ségovie. Les demandes sont à chaque fois rejetées.
La scierie Real Taller de Aserrío de Valsaín a été déclarée Bien d'intérêt culturel (BIC) dans la catégorie « Monument ».

### Flore

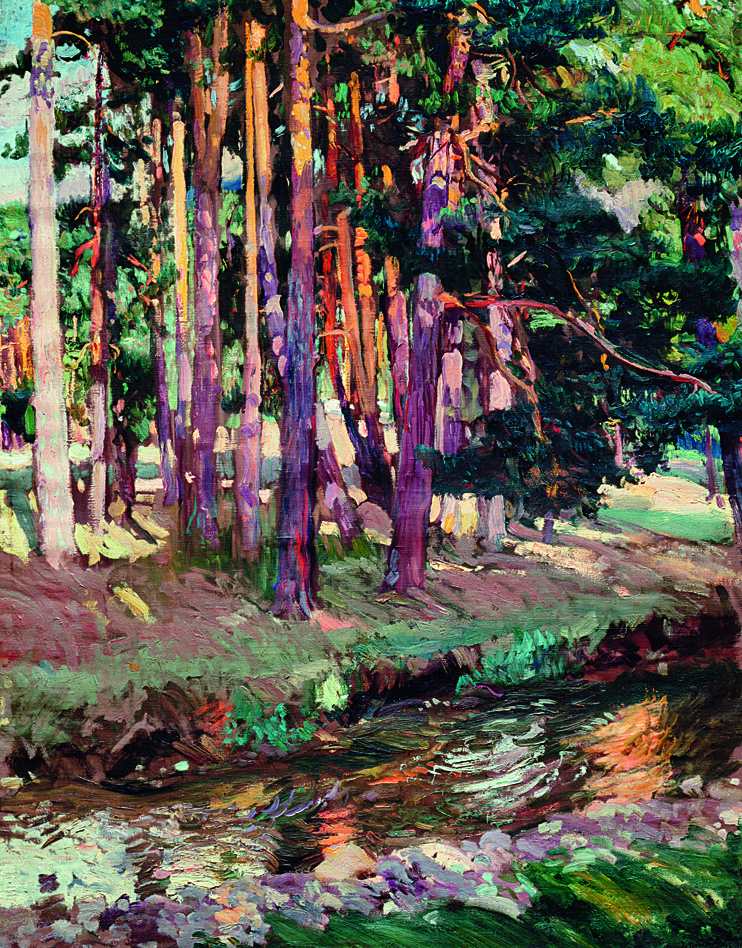
Le Bain de la Reine, Valsain, 1907, Joaquín Sorolla, Musée Sorolla (Madrid).

Le catalogue complet de la flore vasculaire de la pinède de Valsaín dénombre 867 taxons (espèces et sous-espèces). À ceux-ci s'ajoutent 69 espèces allochtones, dans bien des cas liées à des environnements urbains.
Dans ces montagnes se trouve une grande diversité d'habitats naturels qui vont des chênaies de fond de vallée aux prairies des cimes, en passant par les pinèdes qui occupent la majeure partie du territoire, les roches et pierriers, les tourbières, les ripisylves, les rivières et torrents, les bosquets de houx, etc. Cette diversité permet la coexistence dans une seule vallée d'espèces végétales de haute montagne et d'espèces typiques des coteaux méditerranéens. Il en est de même pour la faune qui en migrant d'une altitude à une autre profite des divers environnements selon les saisons.
Le pin sylvestre est l'essence végétale la plus répandue dans la vallée. Il est présent de 1 200 m jusqu'à 2 000 m d'altitude, qui marque la limite des arbres dans la sierra. Le pin silvestre peut atteindre des hauteurs moyennes de 25 m et dans des conditions idéales il peut aller jusqu'à 40 m. Sur l'adret, les hauteurs, les volumes de coupe et les profilages sont moindres que sur l'ubac. 
Aux altitudes inférieures à 1 400 m se rencontre occasionnellement un sous-bois de chêne tauzin (Quercus pyrenaica). Dans les clairières le sous-bois typique est composé, principalement, par le genêt (Genista florida), le genévrier commun (Juniperus communis), le spartier purgatif (Cytisus purgans) et les ronces. À plus haute altitude le sous-bois est composé de genèvrier commun, de spartier purgatif, de Lycium intricatum, d'Adenocarpus et de myrtilles (Vaccinium myrtillus), alors que dans les basses altitudes, apparaissent le chèvrefeuille (Lonicera peryclimenum, L. xylosteum), le sorbier des oiseaux (Sorbus aucuparia), l'aubépine (Crataegus monogyna), le prunellier (Prunus spinosa), le merisier (Prunus avium) et le houx.

### Conservation
La pinède de Valsaín est concernée par toutes les structures de protection que peut avoir une zone naturelle en Espagne. Ainsi 3 326 hectares appartiennent au parc national de la Sierra de Guadarrama et 7 011 hectares font partie de la zone de protection spéciale du parc national (créée ad hoc pour pouvoir comptabiliser la gestion forestière commerciale). La vallée est également inscrite comme zone de protection spéciale pour les oiseaux (ZEPA), site d'intérêt communautaire (LIC), zone critique de l'Aigle impérial (Sg-3) en raison des trois couples de rapaces qui y nichent, site naturel d'intérêt national de la pinède de houx, enfin réserve mondiale de biosphère du Real Sitio de San Ildefonso-El Espinar.
Actuellement la pinède de Valsaín jouit d'une bonne santé et a passé avec succès les certifications environnementales FSC en février 2005 et PEFC en novembre de 2004.

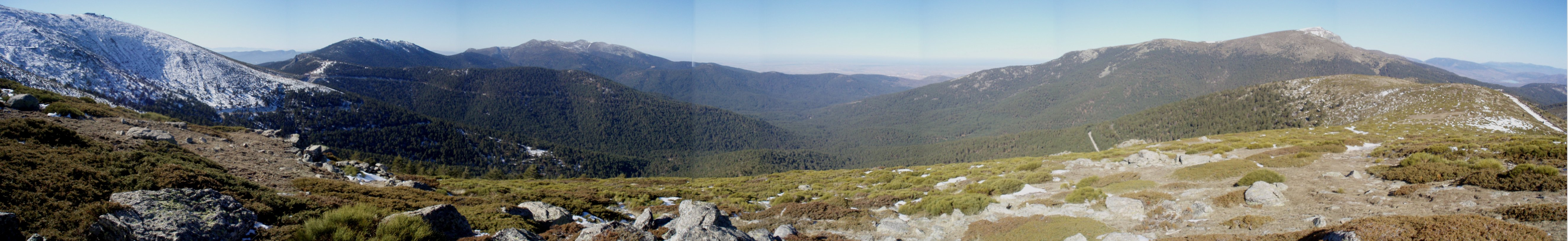
Panorama de la vallée de Valsaín vu depuis la Loma del Noruego.